# Cohutta
Cohutta és una població dels Estats Units a l'estat de Geòrgia. Segons el cens del 2000 tenia 582 habitants.

## Demografia
Segons el cens del 2000, Cohutta tenia 582 habitants, 222 habitatges, i 170 famílies. La densitat de població era de 90,2 habitants per km².
Dels 222 habitatges en un 37,8% hi vivien nens de menys de 18 anys, en un 65,3% hi vivien parelles casades, en un 7,7% dones solteres, i en un 23% no eren unitats familiars. En el 20,7% dels habitatges hi vivien persones soles el 8,1% de les quals corresponia a persones de 65 anys o més que vivien soles. El nombre mitjà de persones vivint en cada habitatge era de 2,62 i el nombre mitjà de persones que vivien en cada família era de 3,05.
Per edats la població es repartia de la següent manera: un 26,8% tenia menys de 18 anys, un 9,8% entre 18 i 24, un 33,2% entre 25 i 44, un 21,8% de 45 a 60 i un 8,4% 65 anys o més.
L'edat mediana era de 34 anys. Per cada 100 dones de 18 o més anys hi havia 100,9 homes.
La renda mediana per habitatge era de 41.563 $ i la renda mediana per família de 44.444 $. Els homes tenien una renda mediana de 30.592 $ mentre que les dones 22.232 $. La renda per capita de la població era de 17.510 $. Entorn del 8,2% de les famílies i el 6,9% de la població estaven per davall del llindar de pobresa.

## Poblacions més properes
El següent diagrama mostra les poblacions més properes.